# Long Giang, Bến Cầu
Long Giang là một xã thuộc huyện Bến Cầu, tỉnh Tây Ninh, Việt Nam.

## Địa lý
Xã Long Giang nằm ở trung tâm huyện Bến Cầu, có vị trí địa lý:
- Phía bắc và đông bắc giáp xã Long Chữ
- Phía tây giáp xã Long Phước
- Phía nam giáp xã Long Khánh
- Phía đông nam giáp xã Tiên Thuận.

Xã Long Giang có diện tích 15,03 km², dân số năm 2019 là 5.588 người, mật độ dân số đạt 372 người/km².
Xã Long Giang có Quốc lộ 14C và tỉnh lộ 786 chạy qua.

## Hành chính
Xã Long Giang được chia thành 4 ấp: Bảo, Xóm Khách, Long Tân, Cao Su.

## Lịch sử
Long Giang nguyên là đất làng Long Giang (được lập năm 1844 cùng với các làng Long Chữ, Long Khánh, Long Thuận) huyện Quang Hóa phủ Tây Ninh tỉnh Gia Định thời nhà Nguyễn độc lập.
Thời vua Tự Đức, khoảng các năm 1850 - 1862, Long Giang là nơi đặt lỵ sở của huyện Quang Hóa. Đại Nam nhất thống chí viết về huyện Quang Hóa có đoạn: 
Thành huyện Quang Hóa: chu vi 147 trượng 7 thước 4 tấc, cao 7 thước, hào rộng 1 trượng sâu 5 thước, mở 3 cửa, ở thôn Long Giang, năm Minh Mạng thứ 5 (1824) đắp bảo Quang Hóa ở địa phận thôn Cẩm Giang; năm thứ 17 (1836) đổi (bảo Quang Hóa) làm thành của huyện; năm Thiệu Trị thứ 3 (1843) đắp bảo Định Liêu; năm Tự Đức thứ 3 (1850) lại lấy bảo Định Liêu làm thành của huyện, mà Quang Hóa vẫn để làm bảo như cũ.
Như vậy, đất Long Giang trước khi lập làng, thì đã có đồn bảo Định Liêu; sau khi lập làng và thành lập phủ huyện thì được chọn làm huyện lỵ của huyện Quang Hóa năm 1850.